# 美國海軍陸戰隊第二遠征軍
海军陆战队第2远征军（英語：II Marine Expeditionary Force）是美国海军陆战队的一支空地特遣队，简称II MEF。其隶属于部隊司令部，为美国欧洲司令部、中央司令部和南方司令部提供海军陆战队。其总部位于北卡罗来纳州勒琼营。

## 概述
海军陆战队第2远征军隶属于部隊司令部 (MARFORCOM)，属于现役保留部队，这表明它并不分配给任何地区作战司令部。但是它会定期提供下属单位，以支持美国欧洲司令部、中央司令部和南方司令部所属区域的行动和演习，也会支持其他的美国联合作战司令部和北约司令部。
除了作为整体行动外，海军陆战队第2远征军还可以拆分成较小的单位进行行动。比如远征军前锋（MEF (Forward)），海军陆战远征旅（MEB）或者海军陆战远征队（MEU）。空地特遣队的规模和组成取决于分配到的任务。
其唯一被常态化部署的空地特遣队是第22、24和26海军陆战远征队（MEU）。这三支远征队以轮换制的形式部署在地中海区域，为美国第六舰队提供登陆部队。每支远征队约有2200人，可以对突发事件做出快速响应，也可以作为更大规模的空地特遣队的前锋。

## 组织

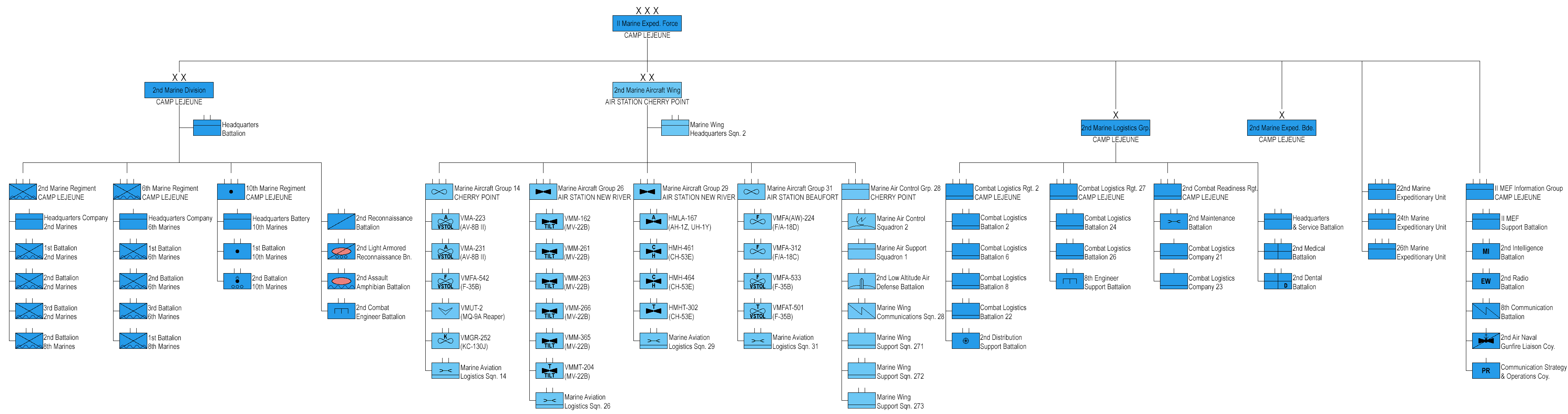
2018年海军陆战队第2远征军组织结构

- 海军陆战队第二远征军信息群（即指挥单元）
  - 海军陆战队第二远征军司令部
  - 第2情报营
  - 第2无线电营
  - 第8通信营
  - 第2海空火力联络连（英语：Air Naval Gunfire Liaison Company (ANGLICO)）（ANGLICO）
- 第2师（陆战部队）
- 第2航空联队（英语：2nd Marine Aircraft Wing）（航空部队）
- 第2后勤群
- 第2远征旅
- 第22海军陆战远征队（英语：22nd Marine Expeditionary Unit）
- 第24海军陆战远征队（英语：24th Marine Expeditionary Unit）
- 第26海军陆战远征队（英语：26th Marine Expeditionary Unit）